# Cliffhanger (jeu vidéo)
Cet article concerne le jeu vidéo. Pour le film original de Renny Harlin, voir Cliffhanger : Traque au sommet. Pour le jeu vidéo de 1983 ayant le même titre, voir Cliff Hanger (jeu vidéo).
Pour les articles homonymes, voir Cliffhanger (homonymie).
Cliffhanger est un jeu vidéo de plate-forme et d'action édité par Sony Imagesoft en 1993. Il existe deux versions : l'une développé par Malibu Interactive sur  Mega Drive, Mega-CD et Super Nintendo, l'autre par Spidersoft sur Amiga, Game Gear et NES.
Le jeu est basé sur le film Cliffhanger : Traque au sommet (Cliffhanger) de Renny Harlin, sorti en 1992.

## Système de jeu
Sur Mega Drive, Super Nintendo, Amiga, Game Gear et NES, il s'agit d'un jeu de plates-formes dans lequel le joueur doit combattre des ennemis et escalader des falaises.
La version Mega CD comprend une partie plate-forme et une partie snowboard, les niveaux sont alternés. Les niveaux de snowboard sont des courses en 3D dans lesquelles le joueur est poursuivi par une avalanche et doit éviter une multitude d'obstacles tels que des rochers, arbres, etc.